# Bonnaya cyrtotricha
Bonnaya cyrtotricha är en tvåhjärtbladig växtart som först beskrevs av Pu Chiu Tsoong och Tsue Chih Ku, och fick sitt nu gällande namn av Fischer, Schäferhoff och Müller. Bonnaya cyrtotricha ingår i släktet Bonnaya och familjen Linderniaceae. Inga underarter finns listade i Catalogue of Life.